# 黃泓諭
黃泓諭（1999年9月10日—）為臺灣男子籃球運動員，場上位置為後衛，最後效力於超級籃球聯賽彰化璞園柏力力。黃泓諭畢業於光榮國中、強恕高中、國立臺灣師範大學，2022年7月在T1聯盟新人選秀會第三輪被台灣啤酒英熊選中，超級籃球聯賽新人選秀會第三輪獲得台灣啤酒青睞。2024年8月16日，黃泓諭加盟超級籃球聯賽彰化柏力力。

## 外部連結
- 黃泓諭在Eurobasket.com（球員）（英语）
- 黃泓諭在Flashscore（英语）